# Малигов, Адам Увайсович
Ада́м Ува́йсович Ма́лигов (род. 6 мая 1993, Комсомольское, Чечня) — российский тяжелоатлет, победитель и призёр чемпионатов Европы, чемпион России 2014 года в категории 94 кг, обладатель Кубков Президента России 2015 и 2016 годов, мастер спорта России международного класса. 7 сентября 2016 года награждён медалью «За заслуги перед Чеченской Республикой».

## Спортивная карьера
Представляет Чеченскую Республику. Бронзовый призёр чемпионата мира среди юниоров 2012 года. Победитель чемпионата Европы среди юниоров 2013 года в Таллине. В 2014 году стал вице-чемпионом Европы.
- Кубок России по тяжёлой атлетике 2014 года —  (205 + 170 = 375);
- Чемпионат России по тяжёлой атлетике 2015 года —  (175 + 208 = 383).
- Кубок Президента Российской Федерации по тяжёлой атлетике 2015 года — ;
- Кубок Президента Российской Федерации по тяжёлой атлетике 2016 года — ;
- Чемпионат Европы по тяжёлой атлетике среди молодёжи 2016 года — [2].
- Чемпионат Европы по тяжёлой атлетике 2017 года — [3].

## Кража продуктов
26 апреля 2019 года Малигов был задержан в Москве при попытке кражи продуктов на 6 тыс. руб. из торгового центра на улице Вавилова. Возбуждено уголовное дело. Малигов, отпущенный на время предварительного следствия, скрылся от полиции и исчез со связи.